# San Giovanni Battista nel deserto (Reni)
San Giovanni Battista nel deserto è un dipinto a olio su tela (225x162 cm) di Guido Reni, realizzato intorno al 1636 e conservato alla Dulwich Picture Gallery di Londra.

## Storia
Otto Kurz datò l'opera al 1625, ma successivamente questa ipotesi fu messa in dubbio e la datazione è stata posticipata alla seconda metà degli anni 1630 da D. Stephen Pepper, viste anche le somiglianze con il coevo San Sebastiano della Pinacoteca nazionale di Bologna.
Il dipinto appare per la prima volta nella letteratura nella Felsina pittrice di Carlo Cesare Malvasia, che colloca "un S. Gio Battina" del Reni a Genova, "presso il sig. Gio. Francesco Maria Balbi". L'opera rimase a lungo nella Superba, dove fu descritta, tra gli altri, da Carlo Giuseppe Ratti e da Charles-Nicolas Cochin, che descrive un "Saint Jean-Baptiste dans le désert, grand tableau de Guido Reni" nel palazzo di Giacomo Balbi nel 1769.
La tela rimase nella collezione della famiglia Balbi di Piovera fino al 1805, quando, dopo un fallito tentativo di acquisto da parte di James Irvine nel 1804, Andrew Wilson acquistò sedici dei loro quadri, tra cui il San Giovanni. Di ritorno in patria, Wilson fece battere all'asta da Coxe, il 6 maggio 1807, diversi delle opere portate da Genova, ma non il San Giovanni, che nello stesso anno appare nella collezione di Noel Desenfans, che lo aveva acquistato da Wilson per mille ghinee. Alla morte di Desenfans, l'opera fu ereditata da Sir Francis Bourgeois, che la donò alla Dulwich Picture Gallery nel 1811. Qui fu visto, tra gli altri, da Herman Melville nel novembre 1849.

## Descrizione e stile
Giovanni Battista viene rappresentato seminudo e a figura intera, con la bocca socchiusa e l'indice della mano destra puntato verso il cielo, andando a rendere pittoricamente la vox clamantis in deserto descritta dai Vangeli. In lontananza, a destra, si scorgono le figure in ascolto e in preghiera dei devoti che si sono recati dal Battista, per ascoltarlo o farsi battezzare.
Descritta da Gérard-Julie Salvy come "toccante per il lirismo contenuto", la tela mostra le caratteriste del Reni in quanto massimo esponente del classicismo bolognese: al realismo di Caravaggio, l'artista preferisce il modello ideale di Raffaello e della statuaria classica. La posizione di Giovanni Battista, con una gamba allungata e l'altra piegata, è tipica di Reni, così come lo stile non finito caratteristico della sua ultima produzione.